# Resident Commissioner van de Filipijnen
Een Filipijnse resident commissioner was een afgevaardigde die tussen 1907 en 1946 namens de Filipijnen zitting had in het Amerikaans Huis van Afgevaardigden. De resident commissioner had dezelfde rechten als overige afgevaardigden, maar mocht niet meestemmen. Van 1907 tot 1935 hadden de Filipijnen twee resident commissioners. Van 1936 tot 1946, het jaar waarin de Filipijnen onafhankelijk werden, was het er een.
| Congres             | Resident Commissioner 1 | Resident Commissioner 2 |
| ------------------- | ----------------------- | ----------------------- |
| 60e (1907–1909)     | Benito Legarda          | Pablo Ocampo            |
| 61e (1909–1911)     | Benito Legarda          | Pablo Ocampo            |
| Manuel Quezon       | Benito Legarda          |                         |
| 62e (1911–1913)     | Benito Legarda          |                         |
| 63e (1913–1915)     | Manuel Earnshaw         |                         |
| 64e(1915–1917)      | Manuel Earnshaw         |                         |
| 65e (1917–1919)     | Jaime de Veyra          | Teodoro Yangco          |
| 66e (1919–1921)     | Jaime de Veyra          | Teodoro Yangco          |
| Isauro Gabaldon     | Jaime de Veyra          |                         |
| 67e (1921–1923)     | Jaime de Veyra          |                         |
| 68e (1923–1925)     | Pedro Guevara           |                         |
| 69e (1925–1927)     | Pedro Guevara           |                         |
| 70e (1927–1929)     | Pedro Guevara           |                         |
| 71e (1929–1931)     | Pedro Guevara           | Camilo Osias            |
| 71e (1931–1933)     | Pedro Guevara           | Camilo Osias            |
| 72e (1933–1935)     | Pedro Guevara           | Camilo Osias            |
| 74e (1935–1936)     | Pedro Guevara           | Francisco Delgado       |
| 74e (1936–1937)     | Quintin Paredes         |                         |
| 75e (1937–1939)     | Quintin Paredes         |                         |
| Joaquin M. Elizalde |                         |                         |
| 76e (1939–1941)     |                         |                         |
| 77e (1941–1943)     |                         |                         |
| 78e (1943–1945)     |                         |                         |
| Carlos Romulo       |                         |                         |
| 79e (1945–1947)     |                         |                         |